# Lucie Chroustovská
Lucie Chroustovská (ur. 13 stycznia 1972 w Libercu) – czeska biegaczka narciarska i biathlonistka, reprezentująca też Czechosłowację, srebrna medalistka mistrzostw świata juniorów.

## Kariera
W 1990 roku wystąpiła na mistrzostwach świata juniorów w Les Saisies, gdzie była czwarta w sztafecie, jedenasta w biegu na 15 km i dwunasta na 5 km. Na rozgrywanych rok później mistrzostwach świata juniorów w Reit im Winkl, gdzie była między innymi piąta w sztafecie i czternasta na 15 km. Ponadto podczas mistrzostw świata juniorów w Vuokatti w 1992 roku wywalczyła srebrny medal w sztafecie.
W Pucharze Świata zadebiutowała 12 grudnia 1992 roku w Ramsau, zajmując 44. miejsce w biegu na 5 km stylem klasycznym. Jedyne punkty w zawodach tego cyklu wywalczyła 19 marca 1993 roku w Štrbskim Plesie, gdzie zajęła 28. miejsce w biegu na 10 km klasykiem.
W 1994 roku wystąpiła na igrzyskach olimpijskich w Lillehammer, plasując się na 9. miejscu w sztafecie, jednak w startach indywidualnych znalazła się poza czołową trzydziestką. Brała też udział w mistrzostwach świata w Falun rok wcześniej, gdzie zajęła 32. miejsce w biegu 15 km stylem klasycznym oraz 48. miejsce na dystansie 30 km techniką dowolną.
Od 1995 roku startowała w biathlonie, jednak ani razu nie zdobyła punktów Pucharu Świata w biathlonie.

## Osiągnięcia

### Igrzyska olimpijskie
| Miejsce | Dzień     | Rok  | Miejscowość | Konkurencja             | Czas biegu | Strata   | Zwyciężczyni     |
| ------- | --------- | ---- | ----------- | ----------------------- | ---------- | -------- | ---------------- |
| 48.     | 13 lutego | 1994 | Lillehammer | 15 km stylem dowolnym   | 39:44,5    | +7:53,3  | Manuela Di Centa |
| 9.      | 21 lutego | 1994 | Lillehammer | Sztafeta 4 × 5 km       | 57:12,5    | +4:49,6  | Rosja            |
| 39.     | 24 lutego | 1994 | Lillehammer | 30 km stylem klasycznym | 1:25:41,6  | +10:26,2 | Manuela Di Centa |

### Mistrzostwa świata
| Miejsce | Dzień     | Rok  | Miejscowość | Konkurencja             | Czas biegu | Strata   | Zwyciężczyni      |
| ------- | --------- | ---- | ----------- | ----------------------- | ---------- | -------- | ----------------- |
| 32.     | 19 lutego | 1993 | Falun       | 15 km stylem klasycznym | 44:49,0    | +4:55,3  | Jelena Välbe      |
| 48.     | 27 lutego | 1993 | Falun       | 30 km stylem dowolnym   | 1:22:41,3  | +11:33,9 | Stefania Belmondo |

### Mistrzostwa świata juniorów
| Miejsce | Dzień    | Rok  | Miejscowość   | Konkurs                | Wynik     | Strata  | Zwyciężczyni  |
| ------- | -------- | ---- | ------------- | ---------------------- | --------- | ------- | ------------- |
| 11.     | 29 marca | 1990 | Les Saisies   | 15 km stylem dowolnym  | 48:02,8   | +2:23,2 | Gabriele Heß  |
| 12.     | 30 marca | 1990 | Les Saisies   | 5 km stylem klasycznym | 15:19,9   | +1:09,1 | Olga Daniłowa |
| 4.      | 31 marca | 1990 | Les Saisies   | Sztafeta 4 × 5 km      | 1:04:35,7 | +52,5   | ZSRR          |
| 14.     | 6 marca  | 1991 | Reit im Winkl | 5 km stylem klasycznym | 15:08,2   | +51,8   | Siri Halle    |
| 18.     | 8 marca  | 1991 | Reit im Winkl | 15 km stylem dowolnym  | 45:01,7   | +3:34,4 | Gabriele Heß  |
| 5.      | 10 marca | 1991 | Reit im Winkl | Sztafeta 4 × 5 km      | 57:59,7   | +1:27,7 | Norwegia      |
| 2.      | 20 marca | 1992 | Vuokatti      | Sztafeta 4 × 5 km      | ?         | ?       | Finlandia     |

### Puchar Świata

#### Miejsca w klasyfikacji generalnej
- sezon 1992/1993: 68.
- sezon 1993/1994: -
- sezon 1994/1995: -

#### Miejsca na podium
Chroustovská nigdy nie stała na podium zawodów PŚ.